# Anton Baraniak
Anton Baraniak (* 20. června 1951, Hlohovec) je bývalý slovenský vzpěrač, který v letech 1978–1988 reprezentoval Československo a usadil se v Bohumíně. V roce 1985 získal stříbro v dvojboji v kategorii do 110 kg na mistrovství Evropy v Katovicích, má z dvojboje na ME i dva bronzy (1982 a 1983). Tři dvojbojové bronzy má také z mistrovství světa (Lublaň 1982, Moskva 1983, Ostrava 1987). Dalších dvanáct cenných kovů z vrcholných mezinárodních akcí má z jednotlivých disciplín. Celkem se evropského šampionátu účastnil sedmkrát, světového osmkrát. Osmkrát se stal mistrem Československa (1978, 1979, 1981, 1983, 1985, 1986, 1987, 1988). Zúčastnil se olympijských her v Moskvě roku 1980 (7. místo v kategorii do 100 kg) a v Soulu roku 1988 (neklasifikován). V Soulu v 37 letech ukončil reprezentační kariéru. V Moskvě vytvořil dva olympijské rekordy v trhu (160 a 165 kg) a jeden v nadhozu (210 kg), ty však byly překonané ještě během soutěže. Jeho osobním rekordem bylo 420 kg (188,5 v trhu, 234,5 v nadhozu). Překonal 34 československých rekordů. Po skončení závodní kariéry se věnoval veteránským závodům (Masters), kde se stal třikrát mistrem Evropy (1993, 1994 a 1996). V letech 1983, 1986 a 1987 získal Zlatou činku pro nejlepšího vzpěrače Československa. V roce 1987 se umístil na 10. místě v anketě Sportovec roku. Byl zařazen do první desítky nejlepších československých vzpěračů 20. století a uveden do Síně slávy českého vzpírání. Dcera Silvie i syn Marek se rovněž věnovali vzpírání a dostali se do české reprezentace.